# Luke Mably
Thomas Luke Mably (født 1. marts 1976) er en engelsk skuespiller, bedst kendt for at spille Scott Lucas i Sky One's Dream Team, Prins Edvard i The Prince and Me og White i thrilleren Exam fra 2009.

## Tidlige liv
Mably blev født i London, England. Han gik på Birmingham School of Speech and Drama.

## Filmografi
| År   | Title                                | Rolle                        | Noter        |
| ---- | ------------------------------------ | ---------------------------- | ------------ |
| 1999 | Holby City                           | Paul                         |              |
| 2000 | In the Beginning                     | Isaac                        | TV-miniserie |
| 2000 | Dream Team                           | Scott Lucas                  | 2000–02      |
| 2001 | Uprising                             | Zachariah Artenstein         |              |
| 2002 | 28 Days Later                        | Clifton                      |              |
| 2002 | EastEnders                           | Ryan                         |              |
| 2003 | 4.37                                 | Jay                          |              |
| 2004 | The Prince and Me                    | Prince Edvard/Eddie Williams |              |
| 2005 | Spirit Trap                          | Tom                          |              |
| 2005 | Colour Me Kubrick                    | Rupert Rodnight              |              |
| 2006 | The Prince & Me 2: The Royal Wedding | King Edvard/Eddie            |              |
| 2006 | Deceit                               | Brian                        |              |
| 2007 | Who Gets the Dog?                    | Hugo Delaney-Jones           |              |
| 2007 | Save Angel Hope                      | Henry                        |              |
| 2007 | Kingdom                              | Mark Larsen                  |              |
| 2009 | Maggie Hill                          | Ben Emerson                  |              |
| 2009 | Exam                                 | White                        |              |
| 2009 | Star Crossed                         | Alex Pierce                  |              |
| 2010 | The Gates                            | Dylan Radcliff               |              |
| 2011 | Combat Hospital                      | Dr. Simon Hill               |              |